# Cool the Engines
«Cool the Engines» —en español: «Enfría los motores»— es una canción interpretada por la banda estadounidense de rock Boston y fue escrita por Tom Scholz.  Apareció por primera ocasión en el álbum Third Stage, publicado por la discográfica MCA Records en 1986.

## Descripción
La canción comienza con un efecto de sonido similar al del despegue de un avión jet o un cohete espacial, seguido de unos riffs de guitarra potentes, en conjunción de la batería y el bajo.

## Publicación y recibimiento
Antes de terminar el año de 1986, MCA Records decidió lanzar un sencillo, con el propósito de promocionar Third Stage y el tema elegido fue «Cool the Engines».  Fue el tercer sencillo del disco antes mencionado y fue producido por Tom Scholz. En el lado B de este vinilo se numeraron dos melodías: «The Launch» y la canción principal.
Días después de su publicación, «Cool the Engines» recibió la promoción suficiente para alcanzar el 4.º lugar del Mainstream Rock Tracks de Billboard, en EE. UU.

## Crítica
Vik Iyengar de Allmusic mencionó en la reseña que le realizó a Third Stage que «“Cool the Engines” es una de las canciones que se complementa muy bien en el álbum y que se escucha maravillosamente».

## Lista de canciones
Todos los temas fueron compuestos por Tom Scholz.

| Lado A |                    |          |  |
| N.º    | Título             | Duración |  |
| 1.     | «Cool the Engines» | 4:23     |  |

| Lado B |                                                                             |          |  |
| N.º    | Título                                                                      | Duración |  |
| 2.     | «The Launch - a. ‹Countdown› - b. ‹Ignition› - c. ‹Third Stage Separation›» | 2:55     |  |
| 3.     | «Cool the Engines»                                                          | 4:23     |  |
| 11:41  |                                                                             |          |  |

## Créditos
- Brad Delp — voz principal y coros
- Tom Scholz — guitarra, bajo, batería, teclados, órgano y efectos de sonido
- Jim Masdea — batería

## Listas
| Año  | País           | Lista                            | Posición máxima |
| ---- | -------------- | -------------------------------- | --------------- |
| 1986 | Estados Unidos | Billboard Mainstream Rock Tracks | 4.º             |